# Station Bobowa
Station Bobowa is een spoorwegstation in de Poolse plaats Bobowa.